# Липовці
Липовці (словен. Lipovci) — поселення в общині Белтинці, Помурський регіон, Словенія. Висота над рівнем моря: 180 м.